# Macreupelmus pulchriceps
Macreupelmus pulchriceps is een vliesvleugelig insect uit de familie Eupelmidae. De wetenschappelijke naam is voor het eerst geldig gepubliceerd in 1905 door Cameron.